# Endoscopi

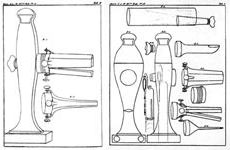
Dibuixos de Bozzini "Lichtleiter", un endoscopi primerenc

Un endoscopi és un instrument òptic il·luminat, típicament estret i de forma tubular utilitzat per inspeccionar l'interior del cos en els procediments anomenats amb el nom genèric d'endoscòpia. "Endo" ve del grec "dins" mentre que "scop" ve de la paraula grega "skopos" que significa "abast".
Exemples inclouen:
- Broncoscopi (tràquea i bronquis),
- Gastroscopi (esòfag, estómac i duodè),
- Colonoscopi (còlon),
- Cistoscopi (bufeta),
- Histeroscopi (úter)
- Laparoscopi (abdomen o pelvis).
- Artroscopi (articulacions),

Poden emprar-se sovint per a assistir a la cirurgia, com el cas d'una artroscòpia.